# ワインバーグ＝サラム理論
ワインバーグ=サラム理論（ワインバーグ＝サラムりろん、英: Weinberg-Salam theory、WS理論）は、弱い相互作用と電磁相互作用を統一的に記述する電弱統一理論である。グラショウ=ワインバーグ=サラム理論（GWS理論）とも呼ばれる。
その名の示すとおり、シェルドン・グラショウ、スティーヴン・ワインバーグおよびアブドゥス・サラムの尽力によって完成した。彼ら3人は、この研究により、1979年にノーベル物理学賞を受賞した。

## 概要
1961年、シェルドン・グラショウは量子電磁力学と弱い相互作用を統一する枠組みとして、アイソスピンとストレンジネスとの類推から SU(2)×U(1) の対称性を考えた。
これを、自発的対称性の破れを使い、洗練させたのがワインバーグ＝サラム理論である。
連続的な対称性を持った系において、ある種の場がエネルギーが最低の状態（真空）にあるときに、その場がゼロでない値（真空期待値）をもち、対称性を破るようなポテンシャルを実現していた場合、このような対称性の破れ方を自発的対称性の破れという。
南部＝ゴールドストーンの定理によると、対称性が自発的に破れている場合には零質量の南部・ゴールドストーン粒子という粒子が現れる。
1967年に発表されたワインバーグ＝サラム理論では、ある形で SU(2)L×U(1)Y のチャージを持つヒッグス場を導入し、ヒッグス場とゲージ場のゲージ相互作用において、ヒッグス場が真空期待値をもった時に質量項を持つ3つのゲージ粒子と一つの無質量のゲージ粒子が現れる。これらのゲージ粒子は SU(2)L および U(1)Y の場とは別物であり、これらの場の混合によって再定義された場である。場の混合を表す混合角は弱混合角（weak-mixing angle）、もしくはワインバーグ角（Weinberg angle）と呼ばれる。ゼロでない真空期待値を持つスカラー場の導入によって質量を持つゲージ粒子の予言に成功しており、その質量はヒッグスの真空期待値の大きさ（246GeV）とゲージ群 SU(2)L および U(1)Y に対応する2つのゲージ結合定数によって表され、これらの値は実験から精度よく決まっている。ヒッグス粒子の発見により、実験的にもワインバーグ＝サラム理論は完全実証に至った。
ワインバーグ＝サラム理論の特徴は、高エネルギーの状態（102GeV）では、ウィークボソンと光子との区別がなくなることである。これはビッグバンから10-10秒後までに相当し、約1000兆ケルビンの高温によってヒッグス粒子は蒸発する。このとき、ウィークボソンはヒッグス粒子の抵抗と無関係となり、光子と区別がつかなくなる。
つまり、宇宙が始まってから10-10秒より以前では、弱い相互作用と電磁相互作用との区別はなく、電弱相互作用として力の統一状態にあったという。
また、このときクォークとレプトンの質量がゼロとなる。ただし標準模型上の質量とは基本的にヒッグス粒子による慣性質量であり、重力子の挙動にも影響があるかどうかは不明。

## 内容
グラショウ＝ワインバーグ＝サラム理論はゲージ群 SU(2)L×U(1)Y に対するヤン＝ミルズ＝ヒッグス理論である。
SU(2)L の部分はウィークアイソスピンなどと呼ばれ、U(1)Y の部分はウィークハイパーチャージ（弱超電荷）などと呼ばれることもある。
ヒッグス機構により、SU(2)L×U(1)Y は 元の U(1)Y とは異なる U(1) に自発的に破れる。これを電磁相互作用のゲージ群 U(1)em と同一視する、と言うのがこの理論における電弱相互作用の統一の流れである。
この理論のゲージ場の部分に含まれるパラメータは二つのゲージ群に対応するゲージ結合定数 g, g'、或いはその組み合わせである電気素量 e と弱混合角 θw である。
弱混合角の大きさは
{\displaystyle \sin ^{2}\theta _{\text{w}}=0.231~21(4)}
である。
ヒッグス場の部分には、真空期待値 v と自己相互作用の結合定数 λ の2つのパラメータが含まれており、これらは低エネルギーにおいてフェルミ結合定数 GF とヒッグス粒子の質量 mH に関係付けられる。さらに湯川相互作用項には相互作用の数だけ湯川結合定数が含まれる。

### ラグランジアン
電弱対称性が破れる前のラグランジアンは
{\displaystyle {\mathcal {L}}_{\text{GWS}}={\mathcal {L}}_{\text{YM}}+{\mathcal {L}}_{\psi }+{\mathcal {L}}_{\phi }+{\mathcal {L}}_{\text{yukawa}}}
の形で表すことが出来る。
第一項はヤン＝ミルズ理論に基づいて導入されるゲージ場の運動項で、ヤン＝ミルズ項と呼ばれる。その形は
{\displaystyle {\mathcal {L}}_{\text{YM}}=-{\frac {1}{4}}F^{a\mu \nu }F_{\mu \nu }^{a}}
で表される。添え字 a はゲージ群の次元に亘って和をとる。
第二項はフェルミオンの運動項で、
{\displaystyle {\mathcal {L}}_{\psi }=\sum _{\psi }i{\bar {\psi }}{\bar {\sigma }}^{\mu }{\mathcal {D}}_{\mu }\psi }
であり、理論に含まれるフェルミオンについて和をとる。
第三項はヒッグス場の運動項とポテンシャル項で、
{\displaystyle {\mathcal {L}}_{\phi }=({\mathcal {D}}^{\mu }\varPhi )^{\dagger }{\mathcal {D}}_{\mu }\varPhi -\lambda \left(\varPhi ^{\dagger }\varPhi -{\frac {v^{2}}{2}}\right)^{2}}
で与えられる。
第四項は湯川相互作用項
{\displaystyle {\mathcal {L}}_{\text{yukawa}}=-\sum _{i,j}y_{i,j}\psi _{i}\psi _{j}\varPhi +{\text{h.c.}}}
であり、ゲージ変換の下での対称性を保つ組み合わせについて和をとる。
ヤン＝ミルズ理論に従い、フェルミオンとヒッグス場の運動項の微分が共変微分へと置き換えられている。
共変微分は
{\displaystyle {\mathcal {D}}_{\mu }=\partial _{\mu }-igW_{\mu }^{a}T^{a}-ig'B_{\mu }Y}
の形で書かれる。Ta（a=1, 2, 3）は SU(2)L の生成子で、Y は U(1)Y の生成子である。{\displaystyle W_{\mu }^{a},B_{\mu }} はそれぞれのゲージ群に対応するゲージ場で、g, g' はそれぞれのゲージ群に対応するゲージ結合定数である。

### 電弱対称性の破れ
ヒッグス場は SU(2)L の下で複素2重項
{\displaystyle \varPhi ={\begin{pmatrix}\varPhi _{1}\\\varPhi _{2}\\\end{pmatrix}}}
としての変換性（2表現）をもち、U(1)Y の電荷 Y = 1/2 をもつ。
2表現で変換する場に対する生成子は Ta = σa/2（a = 1,2,3; σ はパウリ行列）であり、ヒッグス場に対する共変微分は
{\displaystyle {\mathcal {D}}_{\mu }\varPhi ={\begin{pmatrix}\partial _{\mu }\varPhi _{1}-{\frac {i}{2}}(gW_{\mu }^{3}+g'B_{\mu })\varPhi _{1}-{\frac {ig}{2}}(W_{\mu }^{1}-iW_{\mu }^{2})\varPhi _{2}\\\partial _{\mu }\varPhi _{2}+{\frac {i}{2}}(gW_{\mu }^{3}-g'B_{\mu })\varPhi _{2}-{\frac {ig}{2}}(W_{\mu }^{1}+iW_{\mu }^{2})\varPhi _{1}\\\end{pmatrix}}}
となる。
ゲージ変換の自由度を用いて {\displaystyle \varPhi _{1}=0,\varPhi _{2}^{\dagger }=\varPhi _{2}} の形になるように選べば、ヒッグス場のポテンシャル項から
{\displaystyle \langle \varPhi \rangle ={\frac {v}{\sqrt {2}}}{\begin{pmatrix}0\\1\\\end{pmatrix}}}
の真空期待値をもち、励起状態は
{\displaystyle \varPhi ={\frac {v+h(x)}{\sqrt {2}}}{\begin{pmatrix}0\\1\\\end{pmatrix}}}
となる。
ヒッグス場が真空期待値をもつとき、ゲージ対称性は第一成分の位相変換
{\displaystyle \varPhi \mapsto {\begin{pmatrix}e^{i\theta }&0\\0&1\\\end{pmatrix}}\varPhi }
の自由度を残して破れる。
破れずに残るこの位相変換の生成子は
{\displaystyle {\mathcal {Q}}=T^{3}+Y}
であり、これが電磁相互作用のゲージ群 U(1)em の生成子である電荷と同一視される。
対称性が破れた後のヒッグス場に対する共変微分は
{\displaystyle {\mathcal {D}}_{\mu }\varPhi ={\frac {v}{\sqrt {2}}}{\begin{pmatrix}-{\frac {ig}{\sqrt {2}}}W_{\mu }^{+}\\{\frac {i}{2}}{\sqrt {g^{2}+g'^{2}}}Z_{\mu }\\\end{pmatrix}}+{\frac {1}{\sqrt {2}}}{\begin{pmatrix}-{\frac {ig}{\sqrt {2}}}W_{\mu }^{+}h\\\partial _{\mu }h+{\frac {i}{2}}{\sqrt {g^{2}+g'^{2}}}Z_{\mu }h\\\end{pmatrix}}}
となる。
ここで {\displaystyle W_{\mu }^{\pm }} は {\displaystyle W_{\mu }^{1},W_{\mu }^{2}} の線型結合で
{\displaystyle W_{\mu }^{\pm }={\frac {1}{\sqrt {2}}}(W_{\mu }^{1}\mp iW_{\mu }^{2})}
によって定義され、荷電ウィークボソン（charged weak boson）、あるいはWボソンと呼ばれる。
{\displaystyle Z_{\mu }} は {\displaystyle W_{\mu }^{3},B_{\mu }} の線型結合で
{\displaystyle Z_{\mu }=W_{\mu }^{3}\cos \theta _{\text{w}}-B_{\mu }\sin \theta _{\text{w}}}
によって定義され、中性ウィークボソン（neutral weak boson）、あるいはZボソンと呼ばれる。
ここで θw は弱混合角と呼ばれ
{\displaystyle \sin \theta _{\text{w}}={\frac {g'}{\sqrt {g^{2}+g'^{2}}}},~\cos \theta _{\text{w}}={\frac {g}{\sqrt {g^{2}+g'^{2}}}}}
で定義される。
{\displaystyle Z_{\mu }} に直交するゲージ場
{\displaystyle A_{\mu }=W_{\mu }^{3}\sin \theta _{\text{w}}+B_{\mu }\cos \theta _{\text{w}}}
は電磁場（光子）と同一視される。
これらのボソンで前述の共変微分を書き換えれば、
{\displaystyle {\mathcal {D}}_{\mu }=\partial _{\mu }-ig\sin \theta _{\text{w}}A_{\mu }{\mathcal {Q}}-{\frac {ig}{\sqrt {2}}}(W_{\mu }^{-}T^{-}+W_{\mu }^{+}T^{+})-{\frac {ig}{\cos \theta _{\text{w}}}}Z_{\mu }(T^{3}-{\mathcal {Q}}\sin ^{2}\theta _{\text{w}})}
となる。
{\displaystyle A_{\mu }} を電磁場と同一視することから、結合定数は電磁相互作用の結合定数である電気素量 e と同一視され、
{\displaystyle e=g\sin \theta _{\text{w}}=g'\cos \theta _{\text{w}}={\frac {gg'}{\sqrt {g^{2}+g'^{2}}}}}
で関係付けられる。

### ゲージ場の質量
ヒッグス場の運動項の共変微分
{\displaystyle ({\mathcal {D}}^{\mu }\varPhi )^{\dagger }{\mathcal {D}}_{\mu }\varPhi }
を通じてゲージ場はヒッグス場と相互作用する。
ヒッグス場が真空期待値を持ち、対称性が自発的に破れたとき、ウィークボソンはヒッグス場の運動項から質量を得て、
{\displaystyle M_{W}^{2}W^{-\mu }W_{\mu }^{+}+{\frac {1}{2}}M_{Z}^{2}Z^{\mu }Z_{\mu }}
{\displaystyle M_{W}={\frac {gv}{2}},~M_{Z}={\frac {gv}{2\cos \theta _{\text{w}}}}={\frac {M_{W}}{\cos \theta _{\text{w}}}}}
となる。
電弱対称性はウィークボソンの質量程度のエネルギースケールで破れ、このエネルギースケールはウィークスケールと呼ばれる。
{\displaystyle M_{W}\sim M_{Z}\sim 10^{2}\,{\text{GeV}}}

### 理論に含まれるフェルミオン
| 場               | 記号                                                                  | SU(2)L | U(1)Y |
| ---------------- | --------------------------------------------------------------------- | ------ | ----- |
| クォーク         | {\displaystyle Q_{i}={\begin{pmatrix}u_{i}\\d_{i}\\\end{pmatrix}}}    | 2      | +1/6  |
| 上系列反クォーク | {\displaystyle U_{i}=u_{i}^{c}}                                       | 1      | -2/3  |
| 下系列反クォーク | {\displaystyle D_{i}=d_{i}^{c}}                                       | 1      | +1/3  |
| レプトン         | {\displaystyle L_{i}={\begin{pmatrix}\nu _{i}\\e_{i}\\\end{pmatrix}}} | 2      | -1/2  |
| 反荷電レプトン   | {\displaystyle E_{i}=e_{i}^{c}}                                       | 1      | +1    |

弱い相互作用はパリティ対称性を破っており、ベータ崩壊はV-A相互作用と呼ばれる形をしている。これは左手型粒子のみが相互作用をして、右手型粒子（左手反粒子）は相互作用をしない。
これを反映して左手粒子はクォークの上系列と下系列、レプトンではニュートリノと荷電レプトンが二重項となって SU(2)L の下で非自明な表現となり、左手反粒子は自明な表現となる。
フェルミオンの左手型と右手型でゲージ群のチャージが異なり、ゲージ不変な質量項を持つことが出来ない。
添え字 i=1, 2, 3, ... は世代数を表し、c は荷電共役を表す。
SU(2)L の下で 2表現で変換する場に対する生成子はパウリ行列であり、例えばクォークに対して
{\displaystyle (T^{3}+Y)Q_{i}={\begin{pmatrix}+1/2&0\\0&-1/2\\\end{pmatrix}}{\begin{pmatrix}u_{i}\\d_{i}\\\end{pmatrix}}+{\frac {1}{6}}{\begin{pmatrix}u_{i}\\d_{i}\\\end{pmatrix}}={\begin{pmatrix}+2/3\cdot u_{i}\\-1/3\cdot d_{i}\\\end{pmatrix}}}
として Q=T3+Y を再現するように Y を決める。

### 相互作用カレント
フェルミオンの運動項の共変微分
{\displaystyle {\mathcal {L}}_{\psi }=i{\bar {Q}}_{i}{\bar {\sigma }}^{\mu }{\mathcal {D}}_{\mu }Q_{i}+i{\bar {U}}_{i}{\bar {\sigma }}^{\mu }{\mathcal {D}}_{\mu }U_{i}+i{\bar {D}}_{i}{\bar {\sigma }}^{\mu }{\mathcal {D}}_{\mu }D_{i}+i{\bar {L}}_{i}{\bar {\sigma }}^{\mu }{\mathcal {D}}_{\mu }L_{i}+i{\bar {E}}_{i}{\bar {\sigma }}^{\mu }{\mathcal {D}}_{\mu }E_{i}}
を通じてゲージ場はフェルミオンと相互作用する。
対称性が自発的に破れたとき、ゲージ場はフェルミオンと
{\displaystyle eA_{\mu }J_{\text{em}}^{\mu }+{\frac {g}{\sqrt {2}}}(W_{\mu }^{-}J_{\text{cc}}^{\mu }+W_{\mu }^{+}J_{\text{cc}}^{\mu \dagger })+{\frac {g}{\cos \theta _{\text{w}}}}Z_{\mu }J_{\text{nc}}^{\mu }}
の形で相互作用をする。

#### 電磁カレント
電磁場 A と結合する相互作用カレント
{\displaystyle J_{\text{em}}^{\mu }=\sum _{\psi }{\bar {\psi }}{\bar {\sigma }}^{\mu }{\mathcal {Q}}\psi }
は、量子電磁力学と同じものである。

#### 荷電カレント
Wボソンと結合する相互作用カレントは荷電カレント（charged current）と呼ばれ、その形は
{\displaystyle J_{\text{cc}}^{\mu }={\bar {Q}}_{i}{\bar {\sigma }}^{\mu }T^{-}Q_{i}+{\bar {L}}_{i}{\bar {\sigma }}^{\mu }T^{-}L_{i}}
で表される。
SU(2)L の二重項に対しては生成子 T− が具体的に
{\displaystyle T^{-}=T^{1}-iT^{2}={\begin{pmatrix}0&0\\1&0\\\end{pmatrix}}}
となるので、荷電カレントは
{\displaystyle J_{\text{cc}}^{\mu }={\bar {d}}_{i}{\bar {\sigma }}^{\mu }u_{i}+{\bar {e}}_{i}{\bar {\sigma }}^{\mu }\nu _{i}}
となる。
荷電カレントはベータ崩壊などの粒子の種類を変える相互作用として既に知られていたカレントである。
低エネルギーでは
{\displaystyle {\mathcal {L}}_{W}\approx -{\frac {g^{2}}{2M_{W}^{2}}}J_{\text{cc}}^{\dagger }J_{\text{cc}}}
となってフェルミ相互作用と比較すれば
{\displaystyle {\frac {G_{\text{F}}}{\sqrt {2}}}={\frac {g^{2}}{8M_{W}^{2}}}={\frac {1}{2v^{2}}}}
としてフェルミ結合定数 GF が真空期待値 v と関係付けられる。

#### 中性カレント
Zボソンと結合する相互作用カレントは中性カレント (neutral current) と呼ばれ、その形は
{\displaystyle J_{\text{nc}}^{\mu }={\bar {Q}}_{i}{\bar {\sigma }}^{\mu }T^{3}Q_{i}+{\bar {L}}_{i}{\bar {\sigma }}^{\mu }T^{3}L_{i}-J_{\text{em}}^{\mu }\sin ^{2}\theta _{\text{w}}}
で表される。
中性カレントはこの理論によって予言された相互作用である。
この形の相互作用が発見されたことによってグラショウ、サラム、ワインバーグはノーベル賞を受賞した。

### フェルミオンの質量
フェルミオンとヒッグスは湯川相互作用項で結合する。
{\displaystyle -{\mathcal {L}}_{\mathrm {yukawa} }=y_{ij}^{(e)}\,E_{i}\,(\Phi ^{\dagger }L_{j})+y_{ij}^{(d)}\,D_{i}\,(\Phi ^{\dagger }Q_{j})+y_{ij}^{(u)}\,U_{i}\,({\tilde {\Phi }}^{\dagger }Q_{i})+\mathrm {h.c.} }
ここで、
{\displaystyle {\tilde {\Phi }}={\begin{pmatrix}\Phi _{2}^{\dagger }\\-\Phi _{1}^{\dagger }\\\end{pmatrix}}}
である。{\displaystyle y^{(e)},y^{(d)},y^{(u)}} は湯川相互作用の結合定数である。
なお、湯川相互作用の形はゲージ原理から要請されるものではないが、例えばレプトンの項で、{\displaystyle \Phi ^{\dagger }L} の部分は SU(2)L 一重項となり、U(1)Y も Y=-1/2+(-1/2)=-1 となっていて（{\displaystyle \Phi ^{\dagger }} は複素共役で符号が変わって Y=-1/2 である）、{\displaystyle E} と相殺され、全体としてゲージ不変性が保たれている。
ヒッグスが真空期待値を持ち、対称性を破るとき、
{\displaystyle M_{ij}^{(e)}\,e_{i}^{c}\,e_{j}+M_{ij}^{(d)}\,d_{i}^{c}\,d_{j}+M_{ij}^{(u)}\,u_{i}^{c}\,u_{j}+\mathrm {h.c.} }
{\displaystyle M_{ij}^{(e)}=y_{ij}^{(e)}\,v/{\sqrt {2}},~M_{ij}^{(d)}=y_{ij}^{(d)}\,v/{\sqrt {2}},~M_{ij}^{(u)}=y_{ij}^{(u)}\,v/{\sqrt {2}}}
となって、フェルミオンが質量を得る。ユニタリ変換で行列 {\displaystyle M^{(e)}} を対角化するように取り直せば、e1=e, e2=μ, e3=τ, ... となる。同様に {\displaystyle M^{(d)},M^{(u)}} を対角化すれば、d1=d, d2=s, d3=b, ... , u1=u, u2=c, u3=t, ... となる。このとき、{\displaystyle u_{i}} と {\displaystyle d_{i}} は二重項 {\displaystyle Q_{i}} として変換するので、それぞれを同時に対角化できない。その際のずれがCKM行列である